# Čakanovce (district de Košice-okolie)
Pour les articles homonymes, voir Čakanovce.
Čakanovce (hongrois : Ósvacsákány) est un village de Slovaquie situé dans la région de Košice.

## Histoire
Première mention écrite du village en 1439.

## Démographie

### Évolution de la population
| Année:               | 1994. | 2004.    | 2014.    | 2024.    |
| -------------------- | ----- | -------- | -------- | -------- |
| Nombre de personnes: | 462   | 559      | 654      | 761      |
| Différence:          |       | +20,99 % | +16,99 % | +16,36 % |

| Année:               | 2023. | 2024.   |
| -------------------- | ----- | ------- |
| Nombre de personnes: | 734   | 761     |
| Différence:          |       | +3,67 % |